# Kuzinellus cardinis
Kuzinellus cardinis är en spindeldjursart som först beskrevs av Parvez och Mohammad Nazeer Chaudhri 1996.  Kuzinellus cardinis ingår i släktet Kuzinellus och familjen Phytoseiidae. Inga underarter finns listade i Catalogue of Life.